# Cristiane Justino
Cristiane Justino Venâncio (Curitiba, 9 juli 1985) - alias Cris Cyborg - is een Braziliaans MMA-vechtster. Ze was van juli 2017 tot en met december 2018 UFC-wereldkampioen vedergewicht (tot 66 kilo) bij de vrouwen. Eerder was ze ook wereldkampioen vedergewicht binnen de organisaties Strikeforce (2009–2012) en Invicta (2013–2017). Hier voegde ze in januari 2020 de vedergewicht-titel van Bellator aan toe.

## Carrière
Justino speelde in haar jeugd handbal en begon op haar veertiende met thaiboksen. Ze maakte in mei 2005 haar debuut in MMA. Haar landgenote Erica Paes versloeg haar die dag binnen twee minuten door middel van een knieklem. Justino won vervolgens haar volgende vier partijen. De eerste door middel van een unanieme jurybeslissing, de andere drie op basis van een technische knock-out (TKO). Ze debuteerde in juli 2008 in de Verenigde Staten. Hier vocht ze dat jaar twee keer binnen de organisatie EliteXC, die daarna opging in Strikeforce.

### Strikeforce en Invicta
Justino versloeg in haar eerste partij onder de vlag van Strikeforce de Japanse Yoko Takahashi (TKO). Daarna mocht ze het opnemen tegen Gina Carano in een gevecht om de eerste wereldtitel vedergewicht die de organisatie vergaf. Justino sloeg haar opponente voor het einde van de eerste ronde TKO. Ze verdedigde haar titel daarna middels TKO's tegen zowel Marloes Coenen, Jan Finney als Hiroko Yamanaka. De uitslag van laatstgenoemde partij werd niettemin geschrapt nadat Justino positief testte op stanozolol. Dit kostte haar ook haar titel en een jaar schorsing.
Justino keerde in april 2013 zestien maanden na haar laatste partij terug in het strijdperk, nu bij de exclusief voor vrouwen opgezette organisatie Invicta. Hier breidde ze in haar debuutpartij haar reeks TKO-zeges meteen verder uit tegen Fiona Muxlow. Vervolgens won ze voor de tweede keer in haar carrière van Coenen. Daarmee werd ze ook de eerste Invicta-wereldkampioen in het vedergewicht. Die titel verdedigde ze daarna tegen achtereenvolgens Charmaine Tweet, Faith Van Duin en Daria Ibragimova. Zij haalden geen van drieën de tweede ronde van hun partij.

### UFC
Justino vocht in 2016 haar eerste en tweede partij binnen de organisatie UFC. Die bond had op dat moment alleen nog geen wereldtitel in haar gewichtsklasse. Nadat die in 2017 werd gecreëerd, deed ze afstand van haar Invicta-titel en stapte ze definitief over. Regerend kampioene Germaine de Randamie weigerde het alleen op te nemen tegen Justino. Zij verklaarde dat de oorzaak hiervoor lag in het dopingverleden van de Braziliaanse. De UFC ging hier niet mee akkoord en ontnam De Randamie het kampioenschap. Justino mocht zodoende in juli 2017 alsnog vechten voor de UFC-titel in het vedergewicht, tegen Tonya Evinger. Met haar zestiende TKO/KO-overwinning in twintig partijen werd ze die dag voor de derde keer bij een andere organisatie wereldkampioen. Justino verdedigde haar titel voor de eerste keer op 30 december 2017, tegen voormalig UFC-kampioen bantamgewicht (tot 61 kilo) Holly Holm. Ze moest die dag voor het eerst in negen jaar een partij tot het einde uitvechten, maar werd na afloop wel unaniem tot winnaar uitgeroepen. Justino had op 3 maart 2018 net geen 3,5 minuut nodig om haar titel voor de tweede keer te verdedigen. Ditmaal sloeg ze regerend Invicta FC-kampioene Yana Kunitskaya TKO.
Justino verloor haar UFC-titel in december 2018 aan Amanda Nunes, de kampioene in het bantamgewicht (tot 61 kilo). Die ging voor de gelegenheid een gewichtsklasse omhoog om zo een zogenaamd superfight mogelijk te maken. Nunes sloeg Justino na 51 seconden knock-out en diende haar zo haar eerste nederlaag in ruim 13,5 jaar toe. Ze keerde in juli 2019 terug in de kooi met een overwinning op Felicia Spencer (unanieme jurybeslissing).

### Bellator
Na zeven gevechten binnen de UFC kwamen Justino en de organisatie niet tot een akkoord over een nieuw contract. Ze stapte daarom over naar Bellator. Hier mocht ze meteen aantreden in een titelgevecht tegen kampioen vedergewicht Julia Budd. Justino won door haar opponente in de vierde ronde TKO te slaan. Ze verdedigde deze titel daarna tegen achtereenvolgens Arlene Blencowe (verwurging), Leslie Smith (TKO), Sinead Kavanagh (KO) en opnieuw Blencowe (unanieme jurybeslissing).

## Bijnaam
Justino was tot 2011 getrouwd met de Braziliaanse MMA-vechter Evangelista Santos, bijgenaamd Cyborg. Ze nam tijdens hun huwelijk ook zijn bijnaam aan en behield die na hun scheiding.